# Anacleto Pasetti
Alexander Anacleto Pasetti, auch genannt Alexander Ivanovich Pasetti, (* 22. September 1850 in Sankt Petersburg, am 27. Oktober 1850 in St. Petri getauft als Peter Anacletus Alfred Pasetti; † 7. Juni 1912 in Wiesbaden) war ein russischer Maler und Fotograf italienischer Herkunft.

## Leben und Werk

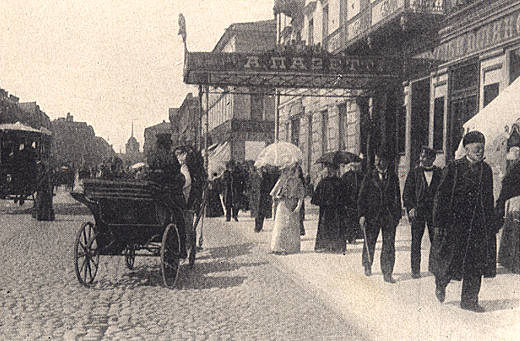
Eingang zum Fotoatelier A. Pasetti am Newski-Prospekt in St. Petersburg

Anacleto Pasettis Eltern, ein italienischer Kaufmann gleichen Namens und dessen Ehefrau Elisabeth (geb. Buck), waren Anfang/Mitte des 19. Jahrhunderts aus Ferrara nach Sankt Petersburg gezogen. Bei seiner Geburt im Jahr 1850 in Sankt Petersburg galt Anacleto Pasetti daher als italienischer Staatsbürger. Die russische Staatsbürgerschaft erhielt er am 21. Februar 1900 durch eine Einbürgerungsurkunde des russischen Zaren Nikolaus II.
Pasetti studierte zunächst Malerei an der Kunstakademie in Sankt Petersburg und wandte sich später der Fotografie zu. Sein Fotoatelier befand sich am Newski-Prospekt Nr. 24 in Sankt Petersburg. Er war der Hoffotograf der russischen Zarenfamilie, deren Mitglieder er häufig fotografierte. Einige seiner Fotografien sind nachträglich von Hand koloriert worden.
Anacleto Pasetti starb am 7. Juni 1912 im Alter von 61 Jahren als „Rentner“ in seiner Wohnung im Gebäude Parkstraße 20 in Wiesbaden.

## Familie
Anacleto Pasetti war mit Sofie geb. Schwartze (1860–1925) verheiratet. Sein Sohn war der Bühnenbildner Leo Pasetti, seine Tochter Lydia Pasetti, verehelichte Bothas. Seine Enkel waren der Schauspieler Peter Pasetti sowie der Maler und Plakatillustrator Leo Bothas.

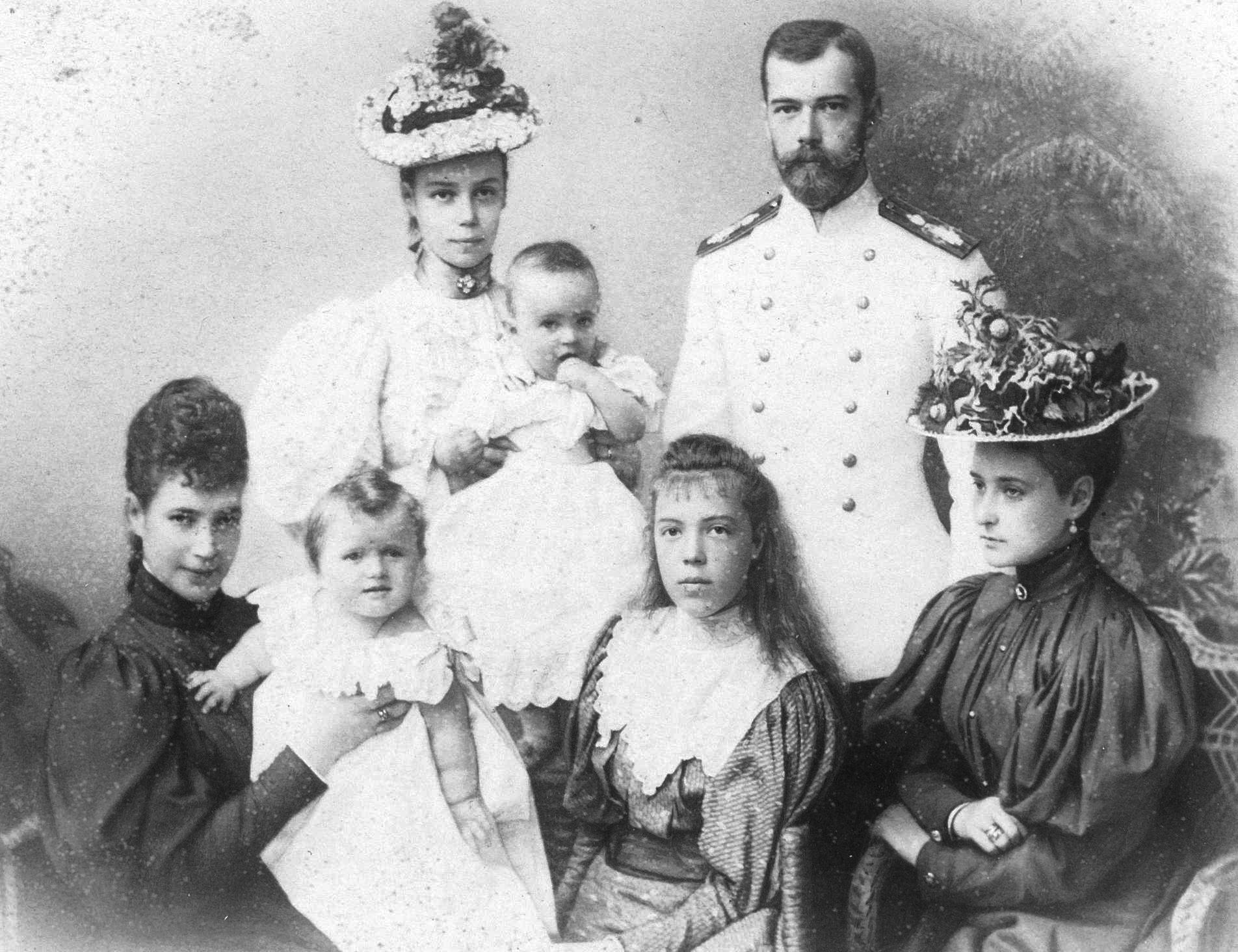
Zar Nikolaus II. mit Familie, 1896

## Fotografien auf dem Kunstmarkt
Fotografien Pasettis von Mitgliedern der Zarenfamilie erreichen auf dem Kunstmarkt Preise bis zu 2.500 Euro. Sind sie von dem Porträtierten signiert, können die Auktionspreise bis zu 3.500 Euro betragen. Häufig sind seine Fotoporträts und die Gruppenfotos in aufwendige Rahmen gefasst.

## Auszeichnungen
- 1872: Silberne Medaille der Sankt Petersburger Kunstakademie
- 1879: Silberne Medaille der Sankt Petersburger Kunstakademie